# Brycon amazonicus
Brycon amazonicus, auf  Portugiesisch Jatuarana, Matrinchã, Piabanha oder Pirabinha, auf Spanisch Sábalo oder Sábalo Cola Roja gehört zu den Salmlerartigen (Characiformes) in Südamerika. Weitere Lokalnamen sind Bocón oder Yamú  in Kolumbien sowie Palambra  in Venezuela.

## Verbreitung
Die Fischart ist ursprünglich im Amazonas und seinen Nebenflüssen verbreitet. Außerdem kommt Brycon amazonicus im Flusssystem des Araguaia, Tocatins, Orinoco und im Essequibo vor. Die Art findet sich in Brasilien, Bolivien, Kolumbien, Guayana, Venezuela und Peru. Sie ist dort relativ häufig und weit verbreitet.

## Beschreibung
Brycon amazonicus wird ca. bis 46 Zentimeter lang.

## Lebensweise

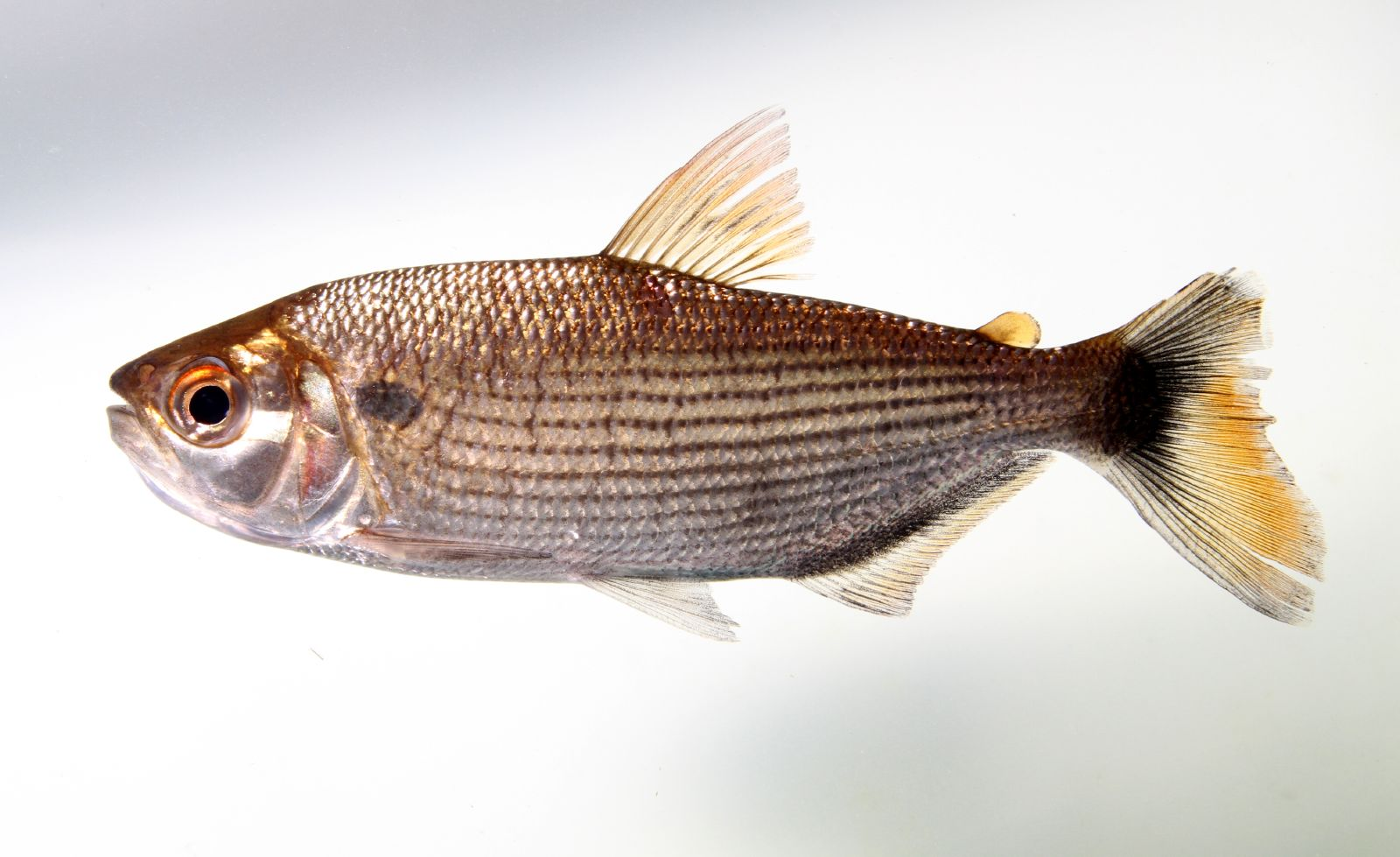
Brycon amazonicus, juvenil

Brycon amazonicus lebt benthopelagisch in tropischen Flüssen und Seen Südamerikas. Jungfische halten sich überwiegend im Hauptstrom des Amazonas oder anderen nährstoffreichen Nebenflüssen auf. Das Wanderverhalten von B. amazonicus ist komplex. Sie wandern in die Überschwemmungswälder oder finden sich in Schwärmen unter treibenden Schwimmblattpflanzen oder anderen Wasserpflanzen. Erwachsene Tiere finden sich in Überschwemmungswäldern sowohl von Weißwasser- als auch von Schwarzwasserflüssen. In der Nähe von Manaus beispielsweise treffen Schwärme verschiedener Arten aufeinander, die den Rio Negro flussabwärts gewandert sind, um in den Monaten Dezember und Januar im Amazonas abzulaichen. Einem Zeitpunkt mit steigendem Wasserstand. Ein ähnliches Verhalten wurde bei anderen Brycon-Arten im Rio Madeira beobachtet. 
Die Embryos und Larven entwickeln sich, während sie den Amazonas flussabwärts treiben. Dabei werden sie in die Überschwemmungswälder der Weißwasserflüsse eingespült. Nach der Laichzeit von Februar bis März kehren die erwachsenen Tiere wieder in ihr ursprüngliches Schwarzwasserfluss-Habitat zurück. Später im Jahr zwischen Mai bis August kehren die Fische aus dem nährstoffarmen Rio Negro und anderen Nebenflüssen in den Amazonas oder Rio Madeira zurück, wo sie bis zum Ende der Regenzeit im September verweilen. Danach wandern sie wieder flussaufwärts in nährstoffarme Nebenflüsse und Waldflüsse, wo sie die Trockenzeit bis zur nächsten Laichperiode verbringen. Pflanzliches Material spielt eine große Rolle bei ihrer Ernährung. Sie verbreiten dabei zahlreiche Pflanzensamen.

## Gefährdungsstatus
Obwohl B. amazonicus in seinem ursprünglichen Verbreitungsgebiet, dem Einzugsgebiet des Amazonas, durch Überfischung bedroht ist, ist sein Überleben durch eine wachsende Zahl von Aquakulturen, die sich mit seiner Vermehrung beschäftigen, derzeit gesichert. Derzeit gibt es noch keine Maßnahmen zur Sicherung der natürlichen Bestände.

## Wirtschaftliche Bedeutung
B. amazonicus spielt eine große Rolle in der Binnenfischerei Brasiliens, Perus, Kolumbiens, Venezuelas und Boliviens. Insbesondere in Brasilien und Venezuela finden sich eine Reihe von Fischfarmen, die B. amazonicus produzieren. Auch als Sportfisch für Angler hat B. amazonicus eine gewisse Bedeutung.